# هيرميس ليما
هيرميس ليما (بالبرتغالية: Hermes Lima‏) هو صحفي وكاتب وقاضي وسياسي برازيلي، ولد في 22 ديسمبر 1902 في Livramento de Nossa Senhora ‏ في البرازيل، وتوفي في 10 أكتوبر 1978 في ريو دي جانيرو في البرازيل. نشط حزبياً في الحزب الاشتراكي البرازيلي.